# Samborondón (canton)
Samborondón est un canton d'Équateur situé dans la province de Guayas.